# خراطين
الخَراطين (بالإنجليزية: Lumbricus)‏ ومُفردها خُرْطون، وتترجم حرفيًا إلى لمبركس، هو جنس من صَف السرجيات، ويحتوي على بعض ديدان الأرض كثيرة الشُيوع في أوروبا، ويحتوي هذا الجنس على ما يُقارب 700 نوع معروف.

## أنواعه
من أشهر أنواعه:
- أبو مديد